# アーバンシードバンク
アーバンシードバンク（Urban Seed Bank）は、日本の都市と里山の緑をつなぐプロジェクトである。主に在来種の植物の種を活用して都市の緑化を促進し、里山の再生を目指している。

## 概要
アーバンシードバンクは、2015年6月に株式会社環境ビジネスエージェンシーによって立ち上げられた。このプロジェクトは、全国各地で放置されている里山の問題に対処するために設立された。里山に眠る在来種の種から育てた苗を都市緑化に活用し、都市から里山へ資金を還流させる仕組みを作ることで、持続可能な里山再生を目指している。

## 主な活動内容
里山BONSAIの育成・販売
里山で採取した在来種の木の種を育て、「里山BONSAI」として商品化している。里山BONSAIを通じて、都市の人々に里山の緑を楽しむ機会を提供している。
ワークショップの開催
参加者が自ら「里山BONSAI」を作成するワークショップを各地で実施し、日本の森の現状について学ぶ機会を提供している。企業の社員教育や環境教育の一環としても活用されている。
里山再生活動
里山BONSAIの売上の一部を里山の再生活動に充てている。荒廃した里山の整備や、在来種の保全活動などを行っている。

## 社会的影響
障がい者支援
プロジェクトには障がい者就労支援施設が関与しており、苗の育成や商品化において雇用機会を創出している。
受賞歴
- 2015年11月：第12回エコプロダクツ大賞 審査委員長特別賞受賞[8]
- 2016年12月：環境省グッドライフアワード 環境大臣賞グッドライフ特別賞受賞[9]